# Народний будинок (Чернігів)
51°29′38″ пн. ш. 31°17′18″ сх. д. / 51.494004° пн. ш. 31.28821° сх. д.
Народний будинок або Будинок працьовитості — пам'ятка архітектури місцевого значення у Чернігові. Наразі у будівлі розміщується Чернігівський обласний спортивно-технічний клуб Товариства сприяння обороні України та інші організації.

## Історія
Рішенням виконкому Чернігівської обласної ради народних депутатів від 12.02.1985 № 75 надано статус пам'ятник архітектури місцевого значення з охоронним № 24-Чг під назвою «Народний будинок» .
Будівля має власну «територію пам'ятника» і розташована в «комплексній охоронній зоні» (також включає 2 пам'ятники архітектури — Воскресенську церкву та дзвіницю, особняк Рацкевича — та 2 пам'ятки історії), згідно з правилами забудови та використання території. На будівлі не встановлено інформаційної дошки.

## Опис
1 вересня 1895 року в Російській імперії був створений комітет, який опікувався Будинками працьовитості. У Чернігові він знаходився спочатку в найманному приміщенні на Хлібопекарській вулиці, а потім переїхав до будинку Родзевіча на П'ятницьку вулицю. Благодійним комітетом було ухвалено рішення про будівництво нового Будинку працьовитості з чайною, бібліотекою, великою аудиторією для проведення різноманітних заходів та народних читань.
Будинок працьовитості за проектом архітектора К. Войцеховського збудовано у період 24.07.1899—21.10. 1900 роки у південно-західній частині Олександрівської площі. Кам'яний, спочатку 2-поверховий на цоколі, П-подібний у плані. Спочатку симетричні фасади будівлі завершували складні декоративні парапети. Головний фасад спрямований на північний схід, а після часткової забудови Олександрівської площі фактично головним став колишній дворовий фасад – спрямований на південний захід.
Після встановлення радянської влади у будівлі розмістився кавалерійський ескадрон. Будинок був частково зруйнований у 1941 році. Після Другої світової війни будівлю було відновлено та надбудовано 3-й поверх. Кам'яний, 3-поверховий на цоколі, П-подібний у плані будинок.
Наразі у будівлі розміщується Чернігівський обласний спортивно-технічний клуб Товариства сприяння обороні України та інші організації.